# الی آیونایدیس
آلکسیا «اَلی» آیونایدیس (انگلیسی: Alexia "Ally" Ioannides؛ زادهٔ ۱۲ ژانویهٔ ۱۹۹۸) بازیگر یونانی‌تبار اهل ایالات متحده آمریکا است. وی از سال ۲۰۰۹ میلادی تاکنون مشغول فعالیت بوده‌است.
از فیلم‌ها یا برنامه‌های تلویزیونی که وی در آن نقش داشته‌است، می‌توان به در بدلندز اشاره کرد.